# Statuenmenhire von Cuccuru de Lai
Die Statuenmenhire von Cuccuru de Lai in Samugheo in der Provinz Oristano auf Sardinien wurden 2011 als Bruchstücke in einer Trockenmauer aus zerbrochenen Statuenmenhiren entdeckt, die in den 1930er Jahren errichtet wurde. Die 300 Stücke stilisierter Figuren könnten Cuccuru e Lai zu einem der bedeutendsten prähistorischen Plätze auf der Insel machen, vergleichbar mit den Statuen vom Monte Prama. Die Menhire stammen aus der Kupferzeit (3000 v. Chr.). Die Archäologen stießen auf die Bruchstücke bei der Ausgrabung des Gigantengrabes von Paule Lutturu in der Nähe. Der größte der entdeckten Statuenmenhire misst etwa 1,2 m. 
Im 3. Jahrtausend v. Chr. verbreiteten sich anthropomorphe Statuen, die als Nachfolger von einfachen Menhiren anzusehen sind, in weiten Teilen Europas, da die Bronze die Bearbeitung von Stein wesentlich erleichterte. Die ältesten anthropomorphen Darstellungen entstanden Ende des 4. Jahrtausends v. Chr. im Bereich der Kemi-Oba-Kultur auf der Krim und in der angrenzenden Ukraine. Die meisten von ihnen sind grobe Steinplatten mit einfachen Skulpierungen von Augen, Brüsten und Köpfen. Etwa 20 Exemplare sind komplexer und zeigen Ornamente, Waffen sowie Menschen- oder Tierfiguren. Auf Sardinien tragen einige der kürzlich entdeckten Statuen einen Dolch, wie ihn auch die Statuenmenhire der Lunigiana zeigen. Andererseits sind Formen und Symbole von Cuccuru de Lai völlig verschieden zu denen, die bei Laconi gefunden wurden und im dortigen Museum stehen. Die Bedeutung dieser Steine ist unbekannt.
In der Nähe liegt das Gigantengrab von Paule Lutùrru.